# Герб Дніпрорудного
Герб Дніпрору́дного — офіційний геральдичний символ міста Дніпрорудного Запорізької області, затверджений XXVII сесією 3-го скликання Дніпроруднівської міської ради від 26 червня 2001 року рішенням № 01.

## Опис
Герб має форму щита в червоному обрамленні. На блакитному тлі жовте коло, всередині якого — силует пам'ятника «Першій руді» та зеленого листка каштану.
У верхній частині назва міста (Дніпрорудне), у нижній — рік заснування (1961). Під жовтим колом стилізоване зображення морських хвиль (синього кольору) та чорної землі.

## Значення
Обрамлення червоного жовтим символізує трудовий героїзм перших будівельників міста. Блакитний колір герба — символ чистого мирного неба, жовтий сонячний диск з променями — надія на щасливе майбутнє. Поєднання цих кольорів (жовтого та блакитного) відповідає символіці нашої держави.
Чорний простір в нижній частині герба та могутні сині хвилі символізують Каховське водосховище серед родючих земель, багатих за корисні копалини.
У центрі герба — силует пам'ятника Першій руді, який символізує працю гірників основного підприємства міста — Запорізького залізорудного комбінату.
Лист каштана — найпоширеніший та найулюбленіший вид зелених насаджень міста.